# Цыгане-мусульмане
Цыгане-мусульмане (хораханэ́, миллет, турецкие цыгане, ашкали. крымские цыгане «крымы» и др.) — совокупность этнографических групп цыган, исповедующих ислам. Первые цыгане проникли в Европу между XI и XV веками через п-ов Малая Азия (Анатолия). Лингвистический анализ цыганского языка позволяет сделать вывод о том, что первыми европейскими народами, с которыми столкнулись цыгане, были греки Византийской империи, в частности жители её азиатской части. Не стоит, однако, забывать что данный временной период — это время постепенного упадка и дезинтеграции православной Византии и её постепенный захват кочевыми тюркскими племенами, принявшими ислам и впоследствии создавшими Османскую империю. Так как цыгане обычно принимали преобладающую религию страны приёма, значительная часть балканских цыган в Средние века приняла, формально или неформально, ислам. В немалой степени активному переходу цыган в ислам способствовала относительная толерантность турок к цыганскому образу жизни, поскольку первые тюркские племена (юрюки) сами вели кочевой образ жизни. Особенно это касалось жителей южной части полуострова. Кроме того, ислам исповедуют и среднеазиатские цыгане-люли.

## Расселение
Таким образом, распространение ислама среди цыган исторически связано с более чем пятивековой жизнью цыган в пределах Османской империи. Соответственно, цыгане-мусульмане живут и сейчас в Турции, Боснии и Герцеговине, Албании, Египте, Косово, Сербии, Болгарии. В Албании и Косово албанизированные цыгане-мусульмане именуются ашкали. В Македонии и Греции до половины цыган исповедуют ислам, особенно это касается цыган областей Западная Фракия и Македония. В Болгарии по оценкам на начало 1990-х, до 40 % цыган исповедовало ислам. В Болгарии и Греции часть цыган подверглась также и тюркизации. В Румынии маленькая группа цыган-мусульман проживает в области Добруджа, вместе с турками и татарами. В Хорватии и других бывших югославских республиках цыгане-мусульмане составляли 45-50 % их совокупного населения. Из-за свободы перемещения в границах ЕС, современные цыгане-мусульмане широко расселились и в других странах ЕС с начала 1990-х. На территории Восточной Европы цыгане-мусульмане проживают в республике Крым — так называемые крымы.

## Религиозные взгляды
Для цыган-мусульман Сербии характерен религиозный синкретизм. Например, в 2000-е годы они совершали паломничества в католическую церковь Ниша на праздник Успения Богородицы и в православный монастырь в Джюнисе. Также известны ранее случаи посещения цыганами-мусульманами Летницы в Косово (известное католическое место паломничества). В местах паломничества цыгане молятся Деве Марии, кладут монеты на иконы. Есть в Сербии и другие христианские места паломничества цыган-мусульман, например, католическая церковь в Текие (Срем).

## Проблемы
После распада Османской империи цыгане-мусульмане в балканских странах часто испытывают на себе двойную дискриминацию — как расово-этническую (антицыганизм), так и религиозную (исламофобия).